# 三条市立第一中学校
三条市立第一中学校（さんじょうしりつ だいいちちゅうがっこう）は、新潟県三条市南四日町1丁目にある公立の中学校。
2014年4月、三条市立四日町小学校、三条市立条南小学校、三条市立南小学校の統廃合により開校した三条市立嵐南小学校と小中一貫教育を開始した。

## 沿革
- 1947年度 - 三条市立第一中学校設立
- 1949年度 - 校舎の一部が完成
- 1950年度 - 校歌制定（作詞: 堀口大学、作曲: 下総皖一）
- 1952年度 - 創立5周年記念式典
- 1956年度 - 校舎増築
- 1957年度 - 創立10周年記念式典
- 1977年度 - 創立30周年記念式典
- 1978年度 - 県生活指導共同推進地域に指定される
- 1984年度 - 校舎増築（被服室・視聴覚室・美術室）および柔剣道場新築
- 1987年度 - 創立40周年記念式典[8]
- 1997年度 - 創立50周年記念式典
- 2007年度
  - 創立60周年記念式典
  - 若草町「一中憲章」制定
- 2008年度
  - 小中一貫教育モデル校指定
  - 東京海上日動教育振興基金から数学教育推進委員会が表彰を受ける[9]
- 2014年4月 - 三条市立嵐南小学校との小中一体型校舎となる[6]

## 部活動
- 運動部
  - 陸上部
  - 野球部
  - ソフトボール部
  - サッカー部
  - 男子ソフトテニス部
  - 女子ソフトテニス部
  - 男子バスケットボール部
  - 女子バスケットボール部
  - 男子卓球部
  - 女子卓球部
  - バレーボール部
  - 剣道部
  - 柔道部
- 文化部
  - 吹奏部
  - 美術部
  - 科学部
  - コンピュータ部[10]